# دهه ۵۳۰ (پیش از میلاد)
دهه ۵۳۰ (پیش از میلاد) پنجاه و سومین دهه قبل از مبدا شروع تقویم میلادی است.

## رویدادها
- ۵۳۹ (پیش از میلاد) - کوروش بزرگ بابل را فتح کرد و نبونعید (شاه بابل) را شکست داد.
- ۵۳۸ (پیش از میلاد) - کوروش، پادشاه ایران به یهودیان مقیم بابل اجازه داد تا به اورشلیم بازگردند.[۱]